# حسيبة عمروش
حسيبة عمروش (ولدت عام 1954 في الجزائر)، مغنية جزائرية تؤدي الموسيقى القبائلية.

## سيرة شخصية

### طفولة
ولدت حسيبة عمروش عام 1954 في حي القصبة الجزائر لعائلة ترجع أصولها إلى بني ورتيلان في ولاية (سطيف). كان صوتها جميلا، وعندما كانت في السادسة من عمرها كان رفاقها يجبرونها تحت التهديد بالضرب على الغناء لهم في الطريق إلى المدرسة. حفظت عمروش أغاني عبد الحليم حافظ عن ظهر قلب، وكانت وهي فتاة شابة نجمة الاحتفالات العائلية، ولكن والدها لم يرد أن يسمع عن ابنته على خشبة المسرح على الإطلاق، ولم تجرّب حظها إلا بعد وفاته.

### الظهور
ظهرت في برنامج «ألحان وشباب» عام 1979، وغنت ببراعة أغنية «في يوم وليلة» لوردة الجزائرية وفازت بالجائزة الأولى. بعد ذلك اتصل بها الموسيقار عبد الوهاب سالم وأشركها إلى جانب يوسف توفيق العماري وآخرين في أوبريت «لو عاد» الذي سجل بمناسبة ذكرى ثورة نوفمبر 1954.
شكّل تعاونها مع نوبلي فاضل نقطة تحول في مسيرتها، ففي عام 1980 سجلت للتلفزيون أغنية من ألحانه في أستوديو الأبيار لم تبث أبدا لعدم اهتمام المحررين، وبعدها لحن لها أغنية «أضمه» التي كانت مشرقية الطابع وظهرت فيها موهبتها، وقد تلقت بعد بث هذه الأغنية الكثير من رسائل المعجبين.
بعد إقالة نوبلي، غادرت حسيبة الجزائر إلى أوروبا، وغنت فيباريس ولندن في مسارح مغمورة وطوّرت أداءها الصوتي، ثم عادت عام 1991 إلى الظهور بعد صمت دام عدة سنوات مؤدية أغان خفيفة، وقد حقق شريطها الأول الذي ضم أغنية «هو فرحي هو سعدي» التي كتب كلماتها الشاعر محمد عنقر نجاحا كبيرا. تعاونت عمروش مع عنقر في لا يقل عن خمسة أشرطة أخرى.
في سبتمبر 1995 أصدرت فيديو «نبغا نزهو»، بالتعاون مع سعيد دادوش وكمال حمادي.

## إصدارات موسيقية
1. سعيد العربي
2. Ayimaaradhen
3. آية غريب
4. اشجور يتوزو
5. يسّر عديروه
6. الزين لكبيل
7. العلاواتنا
8. سنيوا ديفدجالن
9. إذا ارث وارتيلان
10. الشيخ محمد أول
11. أفيهري
12. الورد ليفريس
13. مبروك العريش
14. في لامار
15. أنزور الوالي
16. خدمة عوالنيخ
17. آية زرزور
18. عناقوس
19. العقاد اوغانبم
20. أفريد وقبو